# Галинівка (Володимирський район)
Гали́нівка — село в Україні, у Оваднівській сільській громаді Володимирського району Волинської області.

## Історія
До 1940-го року територія нинішнього села охоплювала три колонії: Геленівка-Гноєнська, Камилівка і Мар'янпіль (на 1924 р. — відповідно 6, 20 і 26 садиб), які утворювали громаду Геленівка-Гноєнська у Вербській волості Володимирського повіту Волинського воєводства. Назву громада (відповідно — й нинішнє село) отримала від найменшої та найвіддаленішої колонії.
До 23 червня 2016 року - адміністративний центр Галинівської сільської ради Володимир-Волинського району Волинської області.
12 червня 2020 року, відповідно до розпорядження Кабінету Міністрів України № 708-р «Про визначення адміністративних центрів та затвердження територій територіальних громад Волинської області», увійшло до складу Оваднівської сільської територіальної громади.
19 липня 2020 року, в результаті адміністративно-територіальної реформи та ліквідації  Володимир-Волинського району(1940—2020), село увійшло до новоутвореного Володимир-Волинського району (від 18 липня 2022 Володимирського).

## Сучасність
Населення становить 343 особи. Кількість дворів (квартир) — 114. З них 2 нові (після 1991 р.).
В селі працює середня школа на 320 місць, будинок культури (клуб), фельдшерсько-акушерський пункт, АТС на 55 номерів, торговельний заклад.
В селі доступні такі телеканали: УТ-1, УТ-2, 1+1, Інтер, СТБ, Обласне телебачення.
Наявне постійне транспортне сполучення з районним та обласним центрами.

## Населення
Згідно з переписом УРСР 1989 року чисельність наявного населення села становила 386 осіб, з яких 180 чоловіків та 206 жінок.
За переписом населення України 2001 року в селі мешкало 339 осіб.

### Мова
Розподіл населення за рідною мовою за даними перепису 2001 року:
| Мова       | Відсоток |
| ---------- | -------- |
| українська | 99,13 %  |
| російська  | 0,87 %   |